# Смиланский, Моше
Моше Смиланский (ивр. משה סְמִילַנְסקי‎; 24 февраля 1874, Телепино — 6 октября 1953, Тель-Авив) — пионер Первой алии, сионистский лидер, выступавший за мирное сосуществование с арабами в Подмандатной Палестине, фермер и плодовитый автор художественных и научно-популярных литературных произведений.
Много писал о жизни арабов на Земле Израильской под псевдонимом «Ходжа Муса». Он был близок к организации Брит-шалом. Занимал руководящую должность в организации «Хагана» и от неё отвечал за город Реховот.

## Биография

### Ранний период жизни
Моше Смиланский родился в 1874 году в семье фермеров в Телепино, селе Киевской губернии, входившей в то время в состав Российской империи (современная Украина). Он вырос в пасторальной среде и получил образование в частной школе. Моше Смиланский был под влиянием членов Билу, первой сионистской группы пионеров сельского хозяйства, отправившейся в Эрец Исраэль, из Телепино.
Моше Смилянский отправился в Османскую Палестину в 1890 году, в возрасте 16 лет. Он планировал учиться в сельскохозяйственной школе Микве-Исраэль. После возвращения семьи в Россию он стал сельскохозяйственным рабочим в Ришон-ле-Ционе, прежде чем поселившись в Реховоте в 1893 году. В возрасте 20 лет он вернулся в Россию, чтобы служить в армии, но через несколько недель вернулся в Османскую Палестину. Смиланский поселился в Реховоте как пионер сельского хозяйства, работая на своих виноградниках, миндальных и цитрусовых рощах фермером-землевладельцем.

### Дальнейшая жизнь и карьера
Моше Смилянский, считавший себя учеником Ахад-ха-Ама, был активным сионистом, чья культурная деятельность включает множество эссе и статей, которые он публиковал в еврейских периодических изданиях, издаваемых в России и Германии («Ха-Цефира», «Ха-Мелиц», «Ха-Цофе», «Луах Ахиасаф», «Ха-Шилоах» и «Ха-Олам»). Моше Смиланский также публиковался в периодических изданиях на иврите в Эрец Исраэль, где он был одним из первых авторов (писавших под псевдонимом «Херути») в журнале Ха-Поэль ха-Цаир и соучредителем Ха-Поэль ха-Цаир. Он основал литературный журнал Ха-Омер совместно с Дэвидом Йеллином и С. Бен-Ционом (Симха Альтер Гуттман). Его первая статья появилась уже в 1889 году.
Заболев и отправившись в Европу в поисках лекарства в 1906 году, Моше Смилянский использовал период выздоровления, чтобы написать свой первый рассказ. Он касался арабской жизни и фольклора, а также отношений между евреями и арабами. Оно стало первым из целой серии на эту тему, опубликованной Смилянским под мусульманским псевдонимом Хаваджа Мусса, «Мастер Моше».
Литературные произведения Моше Смиланского включают автобиографические романы, а также мемуары и научно-популярные изображения сионистских пионеров Первой и Второй алии, которые были собраны в четырёхтомном Мишпахат ха-Адама и шеститомном Пераким бе-Толедот ха-Ишув. Его новаторские художественные рассказы и зарисовки, изображающие жизнь арабов в Османской Палестине, были впервые опубликованы в 1906 году под псевдонимом Хаваджа Мусса (ивр. חוג'ה מוסה‎) и собраны в сборнике «Бней Арав», впервые опубликованном в Одессе в 1911 году. Моше Смилянский был удостоен Премии памяти Усышкина в 1949 году в знак признания его книг «Ба-Арава» («В пустыне») и «Ба-Хар у’ва-Гай» («В горе и долине»).

### Идеология и политика
Моше Смилянский был делегатом Седьмого сионистского конгресса в Базеле в 1905 году.
Моше Смиланский твёрдо верил в ценность ручного труда, особенно обработки земли, для искупления еврейского народа. Он был одним из основателей Хитахадут ха-Мошавот би-Йехуда ве-Шомрон («Ассоциация мошавот в Иудее и Самарии»), председателем которой он стал в первые годы её существования. Моше Смилянский работал редактором журнала. Еженедельник Ассоциации «Хитахдут ха-Икарим» «Бустенай» («Фермер-садовник»)
Политические взгляды Моше Смиланского, отражённые во многих его статьях в еврейской прессе (особенно в «Гаарец»), были близки взглядам Хаима Вейцмана, и он занимал видное место в своей деятельности по мирному сосуществованию с арабами. Близкий союзник Брит-шалом с 1925 года до её распада, Моше Смилянский в 1930-е годы был членом «Пятёрки» (вместе с Гадом Фрумкиным, Пинхасом Рутенбергом, Моше Новомейским и Иудой Леоном Магнесом), встречался с арабскими лидерами в попытке изучить идею двунационального государства, основанного на концепции экономической интеграции и законодательного совета, основанного на паритете, что позволило бы сионистскому развитию. В 1940-е годы Моше Смилянский по той же причине выступал против борьбы против англичан в Палестине В 1946 году Смиланский вместе с Магнесом и Мартином Бубером, членами небольшой бинационалистической сионистской партии «Ихуд» («Единство»), выступил перед Англо-американским комитетом по расследованию за создание арабо-еврейского государства.

### Военная деятельность
Моше Смиланский добровольно вступил в Еврейский легион в 1918 году и был командиром организации «Хагана» в Реховоте во время беспорядков в Яффо в 1921 году.

### Уход из жизни
Моше Смиланский умер в Тель-Авиве в 1953 году.

## Публикации
- הארבה, תל אביב: אמנות, 1930.
- בהר ובגיא: סיפורים חדשים, ירושלים-תל אביב: שוקן, 1948.
- בימי אלם, ירושלים: 1943.
- בין כרמי יהודה: ספור, תל אביב: מסדה, 1954.
- בני ערב, אודסה: בדפוס נ. היילפרין, 1911.
- בני ערב, ספורים, בשם חוג'ה מוסה, תל אביב: דביר, 1964.
- בערבה, סיפור, ,תל אביב: מסדה, 1946.
- בצל הפרדסים, תל אביב: מסדה, 1951.
- בשדות אוקראינה: ספור, תל אביב: מסדה, 1944.
- זמירה: שני סיפורים, תל אביב: 1947.
- חבלי לידה, סיפור, תל אביב: מסדה, 1954.
- טובה, תל אביב, 1924 או 1925.
- כתבי משה סמילנסקי, תל אביב: דביר, 1945.
- משוט בארץ, תל אביב: דביר, 1953.
- משפחת האדמה, 4 כרכים, תל אביב: עם עובד, 1943—1954.
- נס ציונה: שבעים שנות חייה, תרמ"ג — תשי"ג, נס ציונה: המועצה המקומית, 1953.
- ספורי הישוב, תל אביב: דביר, 1948.
- ספורי סבא: לילדים (צייר: אבשלום עוקשי), תל אביב: עם עובד, 1946.
- על חוף הירקון, תל אביב: יזרעאל, 1963.
- פרקים בתולדות היישוב, 6 כרכים, תל אביב: הוצאת דביר, 1939—1947.
- רחובות, תל אביב: אמנות, 1935.
- רחובות: ששים שנות חייה תר"ן — תש"י, רחובות: עיריית רחובות, 1950.
- שמש אביב: סיפורים, תל אביב: 1952.
- תולדות אהבה אחת, ורשה: ספרות, 1911.
- תקומה ושואה: ספור, תל אביב: מסדה, 1953.

## Наследие

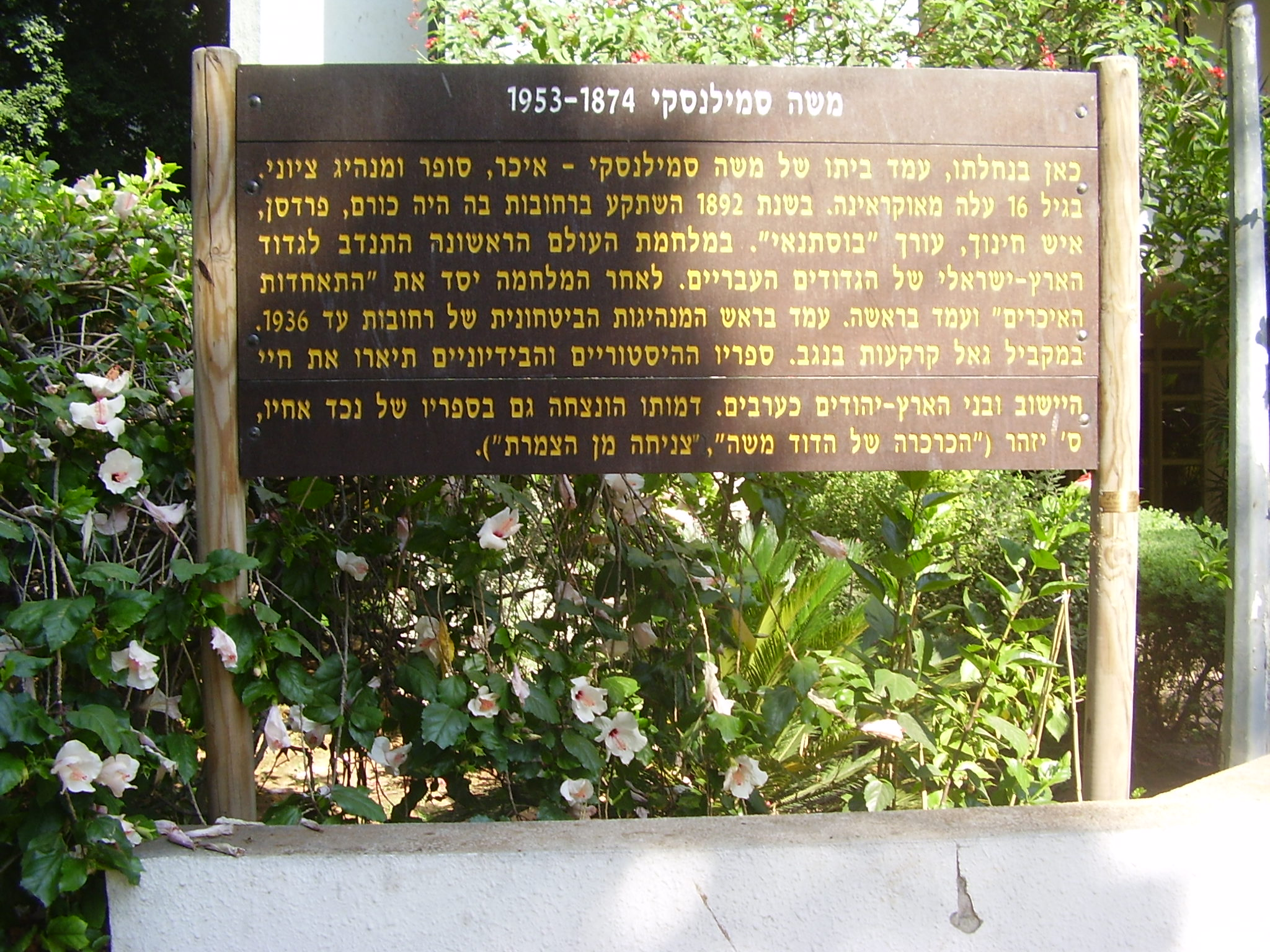
Мемориальная доска в Реховоте

Ассоциация фермеров основала новую колонию, названную в его честь, Кфар Моше («Деревня Моше»), в день его 60-летия.
Мошав Нир Моше, основанный в Негеве в год его смерти, в 1953 году, был назван в честь Смиланского.